# Керетаро
Керѐтаро (на испански: Querétaro) е един от 31-те щата в Мексико разположен в централната част на страната. Керетаро е с население от 1 598 139
жители (2005 г., 23-ти по население), а общата площ на щата е 11 449 км², нареждайки го на 27-о място по площ в Мексико. Столица на щата е град Сантяго де Керетаро

## Население
1 598 139 (2005)
Расов състав:
- 70 % – метиси
- 25 % – бели
- 4 % – индианци